# Koltai-Nagy Balázs
Koltai-Nagy Balázs (Kaposvár, 1993. március 4. –) magyar színész.

## Életpályája
2000–2008 között a helyi Berzsenyi Dániel Általános Iskola sportosztályába járt, később is többféle sportágat (úszás, atlétika, jégkorong) kipróbált. 2013-ban a Munkácsy Mihály Gimnáziumban érettségizett. 2013–2018 között a Kaposvári Egyetem színész szakos hallgatója, osztályvezető tanára: Uray Péter volt. 2018-tól a Kecskeméti Katona József Nemzeti Színház tagja. Zeneszerzéssel is foglalkozik.

## Fontosabb színpadi szerepei
- Molière: A képzelt beteg.... Dr. Livarot, orvos
- William Shakespeare: Romeo és Júlia.... Romeo; Mercutio; Tybalt
- Carlo Goldoni: Nyaralás.... Guglielmo, Giacintába szerelmes
- Anton Pavlovics Csehov: Ványa bácsi.... Oszip
- Anton Pavlovics Csehov: Három nővér.... Tuzenbach, Nyikolaj Lvovics, báró, főhadnagy
- Nyikolaj Vasziljevics Gogol: A revizor.... Ivan Hlesztakov, pétervári tisztviselő
- Ivan Szergejevics Turgenyev: Egy hónap falun... Beljajev, Kolja tanítója
- Bertolt Brecht: Baal.... Mjurk
- Bertolt Brecht: A Jóember Szecsuánból.... Unokaöccs; Bonc
- Arthur Miller: Ördögűzők.... Ezekiel Cheever
- Ken Kesey – Dale Wasserman: Száll a kakukk fészkére.... Martini
- Leonard Gershe: A pillangók szabadok.... Don Baker
- Simon Gray: A játék vége.... Matthew
- Ferdinand von Schirach: Terror.... Lars Koch, vádlott
- Patricia Highsmith: A tehetséges Mr. Ripley.... Dickie Greenleaf
- Lee Hall – Tom Stoppard – Marc Norman: Szerelmes Shakespeare.... Will
- Gaetano Donizetti: A csengő.... Spiridione, Don Annibale szolgája
- Leonard Bernstein: West Side Story.... Snowboy, Tony, Riff barátja
- Szigligeti Ede – Mohácsi István – Mohácsi János: Liliomfi.... Liliomfi
- Madách Imre: Az ember tragédiája „Junior”.... Ádám
- Krúdy Gyula: Szindbád.... szereplő
- Móricz Zsigmond – Kocsák Tibor – Miklós Tibor: Légy jó mindhalálig.... Nagy úr
- Schwajda György: Ballada a 301-es parcella bolondjáról.... a bolond Unokája
- Réczei Tamás: Katona József, avagy légy a pókok között fickándozik.... Déry István
- Kerekes János – Barabás Tibor – Darvas Szilárd – Gádor Béla: Állami áruház.... Kocsis Ferenc, visszatérő eladó
- Nagy Márk – Fjodor Mihajlovics Dosztojevszkij: Karamazov fivérek....Szereplő
- Szörényi Levente – Bródy János: Kőműves Kelemen.... Izsák
- Cseke Péter – Kocsis L. Mihály: Újvilág passió.... Krisztus király
- Lévay Szilveszter – Michael Kunze: Elisabeth.... A Halál
- Szente Vajk – Galambos Attila – Juhász Levente: A beszélő köntös.... Pintyő Gyuri
- Szente Vajk – Galambos Attila – Juhász Levente: Kőszívű.... Baradlay Jenő
- Szikora Róbert – Lezsák Sándor – Zsuffa Tünde: Az ég tartja a földet – Erzsébet, a szerelem szentje.... Lajos
- Kálmán Imre: Csárdáskirálynő.... Úr
- Kálmán Imre: A cirkuszhercegnő.... Mister X.
- Lehár Ferenc: Luxemburg grófja.... René Fouché, festő
- Eisemann Mihály – Békeffi István – Halász Imre: Egy csók és más semmi.... Sándor
- Hans Christian Andersen – Németh Virág – Rusznyák Gábor: A Hókirálynő.... Hóember
- Gimesi Dóra: Hessmese..... Kisfiú, Férfi, Öregember
- Kovács Lehel – Tóth Kata: Felhangolva.... Szereplő

## Színházi zenéi
- Kolozsi Angéla: Amika cukrászdája (Színház- és Filmművészeti Egyetem – Ódry Színpad)
- Madách Imre: Az ember tragédiája "junior" (Kecskeméti Katona József Nemzeti Színház)
- Sylvia Plath: Siess élni! (Kaposvári Csiky Gergely Színház)
- Nagy Márk – Dosztojevszkij: Karamazov fivérek

## Filmes és televíziós szerepei
- Schwajda György: Ballada a 301-es parcella bolondjáról (színházi előadás tv-felvétele)
- Bátrak földje (2020) – Vető Zalán
- Az almafa virága (2023) – Viktor
- István, a király (2023) – István (színházi előadás tv-felvétele)
- Majdnem menyasszony (2024) – Pankotay báró
- Most vagy soha! (2024) – Jókai Mór

## Díjai, elismerései
- Latabár-díj (2019)[4]
- Junior Prima díj (2022)[5]